# Cheval au Mali
Le cheval au Mali, introduit sans certitudes par les Soninkés, prend de l'importance au XIIIe siècle, à travers la cavalerie de Soundiata Keïta. Les pratiques locales incluent des courses et danses de chevaux, ainsi que des randonnées pour le tourisme. Le cheval est très présent dans l'Art et la tradition orale des Maliens, depuis les statuettes Kôrêdugaw jusqu'aux contes traditionnels des Peuls et des Bambaras.

## Histoire

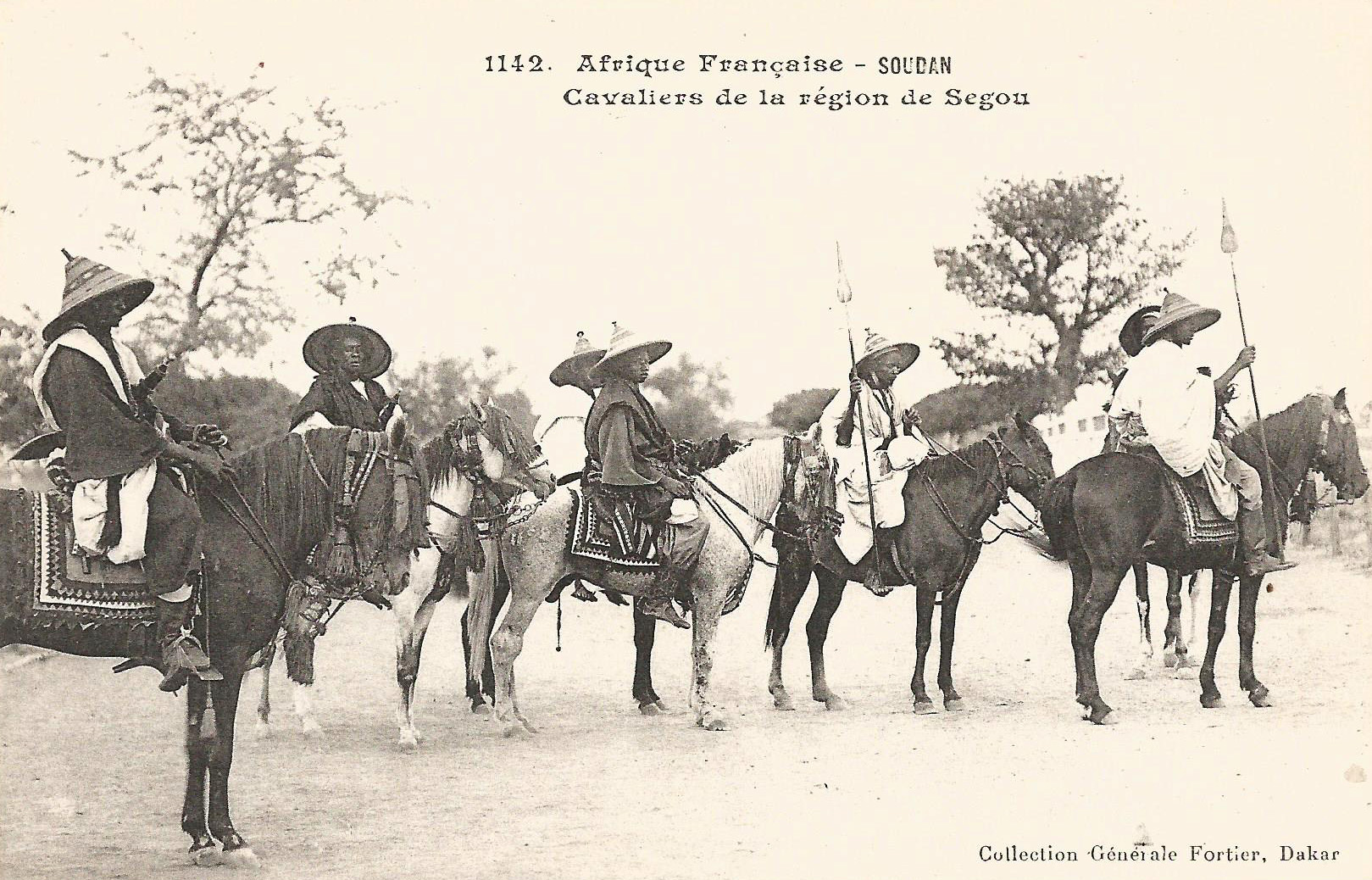
Cavaliers de la région de Ségou, au début du XX.

Il existe différentes traditions quant à l'arrivée du cheval au Mali. D'après celle des Malinkés, c'est Mama Dinka, ancêtre des Soninkés, qui aurait introduit cet animal. Soundiata Keïta, premier empereur et fondateur du Royaume du Mali, serait le premier à faire un usage militaire généralisé de la cavalerie. Quoi qu'il en soit, le commerce des chevaux de guerre prend son essor au début du XIIIe siècle, ce alors que ces animaux étaient auparavant considérés comme de rares possessions de prestige. Cette association de la possession d'un cheval au prestige provient indubitablement de l'influence arabe. Dans les années 1340, Al-'Umari note par ailleurs que le peuple du Mali monte ses chevaux avec des « selles arabes ».
L'expansion de l'empire du Mali est rendue possible par l'usage militaire de la cavalerie Mande, dépendante cependant d'un biotope adapté à l'élevage et à l'utilisation du cheval, dans la savane du Sahel.

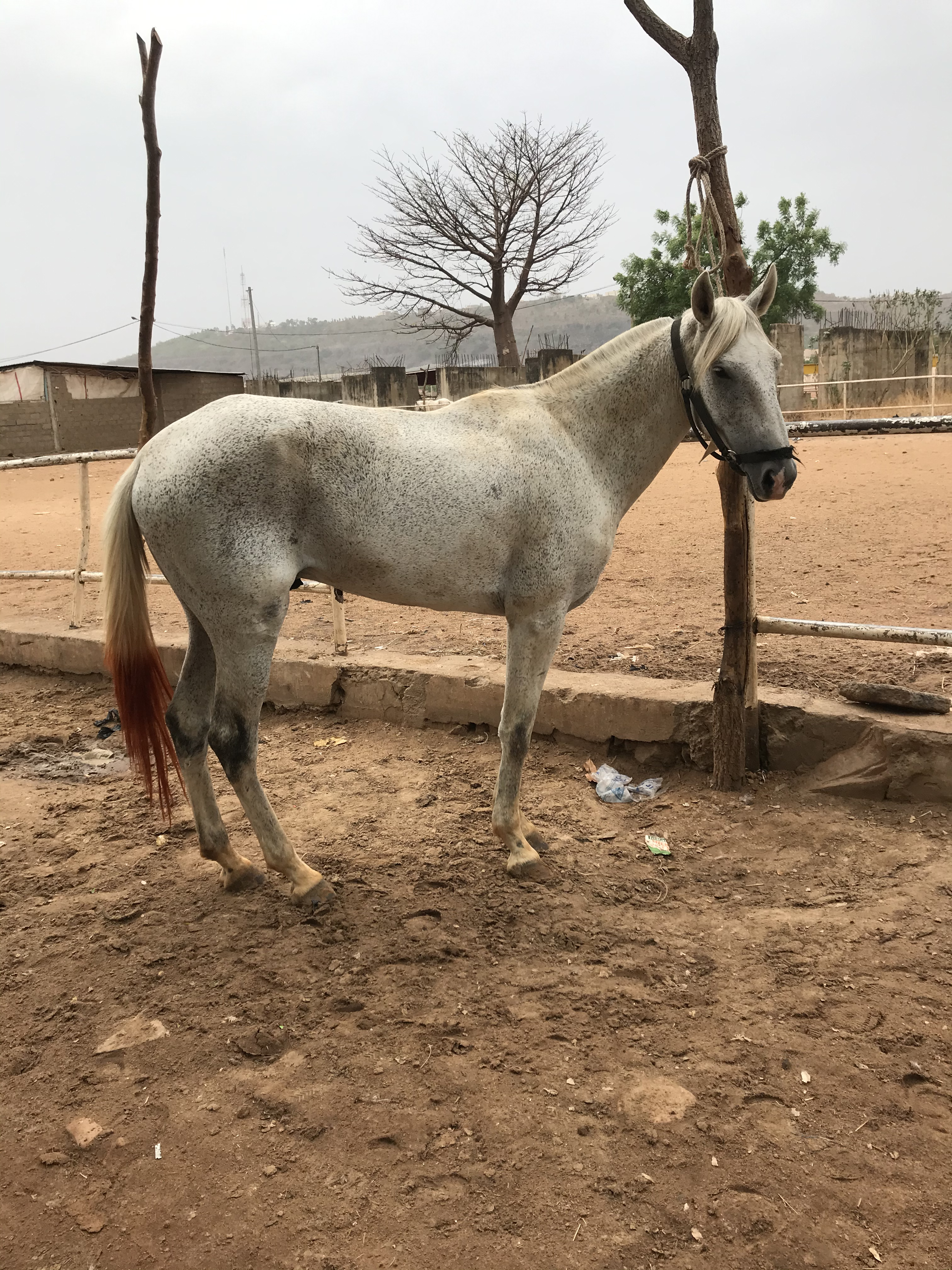
Cheval à l'hippodrome de Bamako.

## Pratiques
Les pratiques équestres locales du Mali incluent les courses de chevaux et les danses du cheval.
Dans la localité de Tonka, connue pour ses traditions cavalières, une course de chevaux est organisée chaque année, attirant des participants venus de tout le Cercle de Goundam. 
Des randonnées équestres touristiques en pays Dogon sont possibles.

## Élevage

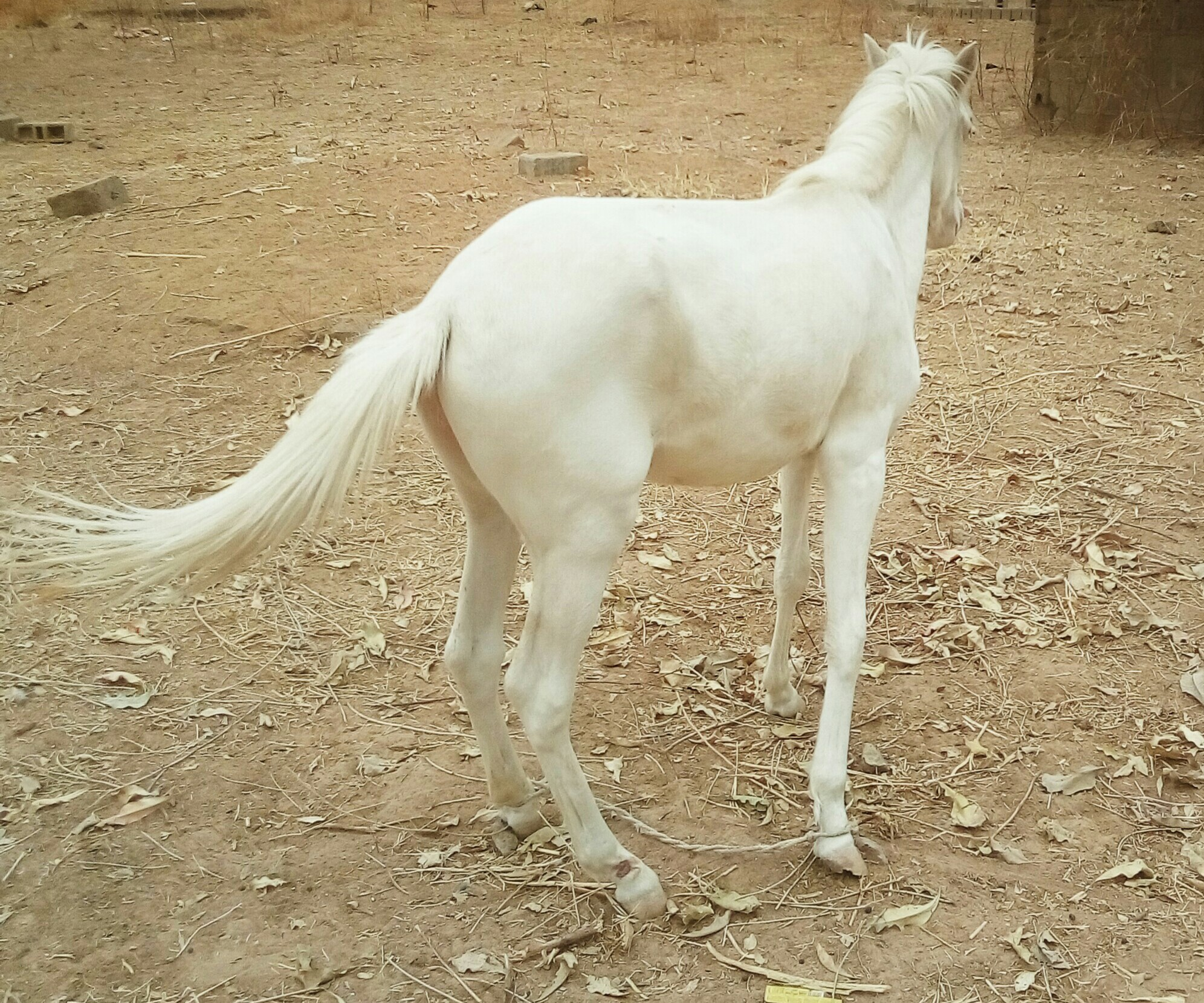
Poulain malien.

Le Mali compte douze races de chevaux élevées sur son territoire, d'après la base de données DAD-IS : l'Arabe, le Bandiagara, le Barbe, le Bélédougou, le Cheval de Nioro, le Dombi, le Dongalow, le Haoussa, le Hodh, le poney, le Sahel et le Songhoï.
L'élevage du cheval est fortement présent parmi les Bambaras.

## Culture
Parmi les objets d'art malien, les statues équestres se retrouvent dans diverses régions du pays. 

Comme en témoigne le Festival des masques et marionnettes de Markala, l'art de la marionnette est très vivace dans le pays, particulièrement chez les Bozo du fleuve et les Bambara, qui mettent volontiers en scène le cheval.

Représentations équestres dans l'art bambara.
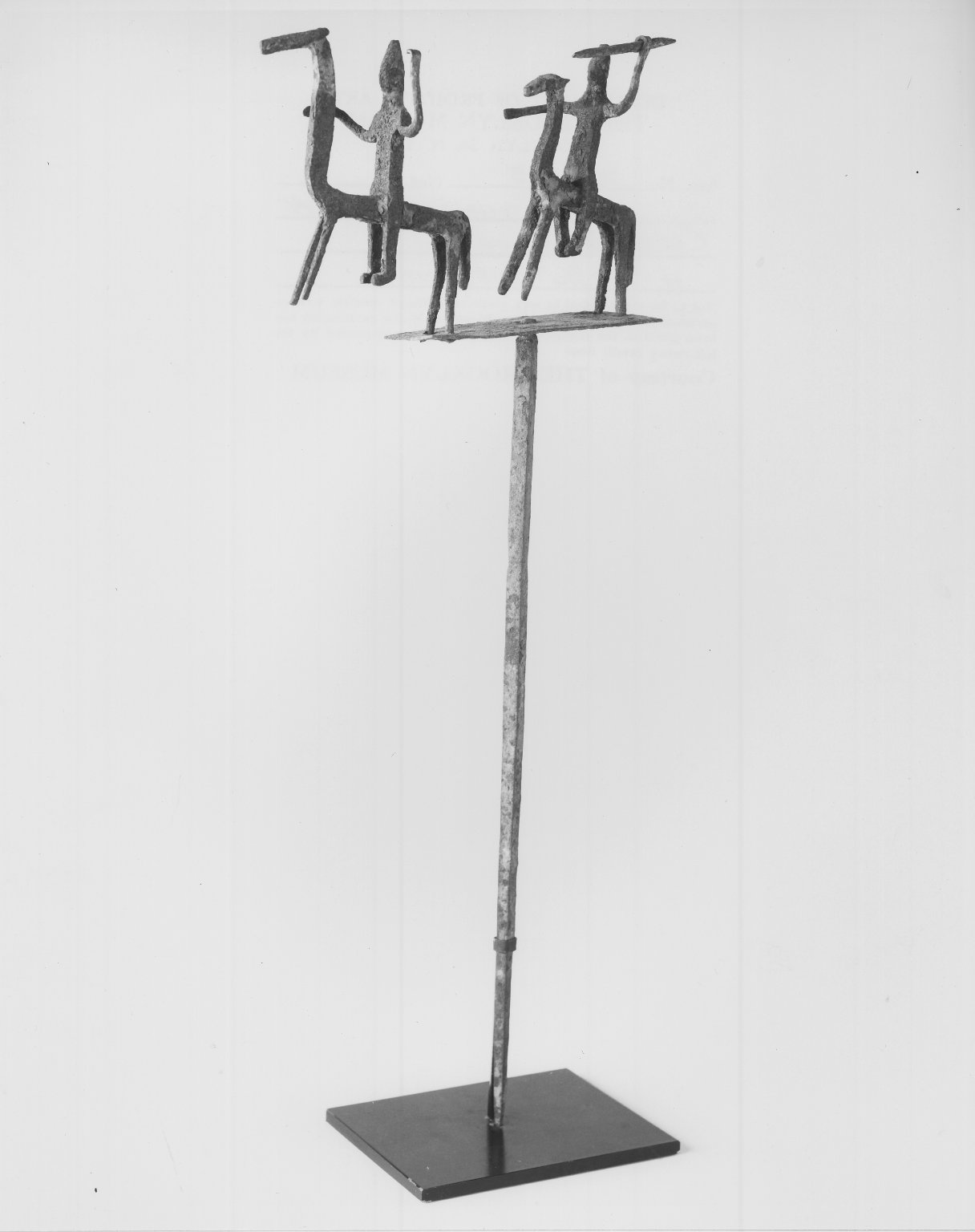
Bâton avec figurines équestres[13].
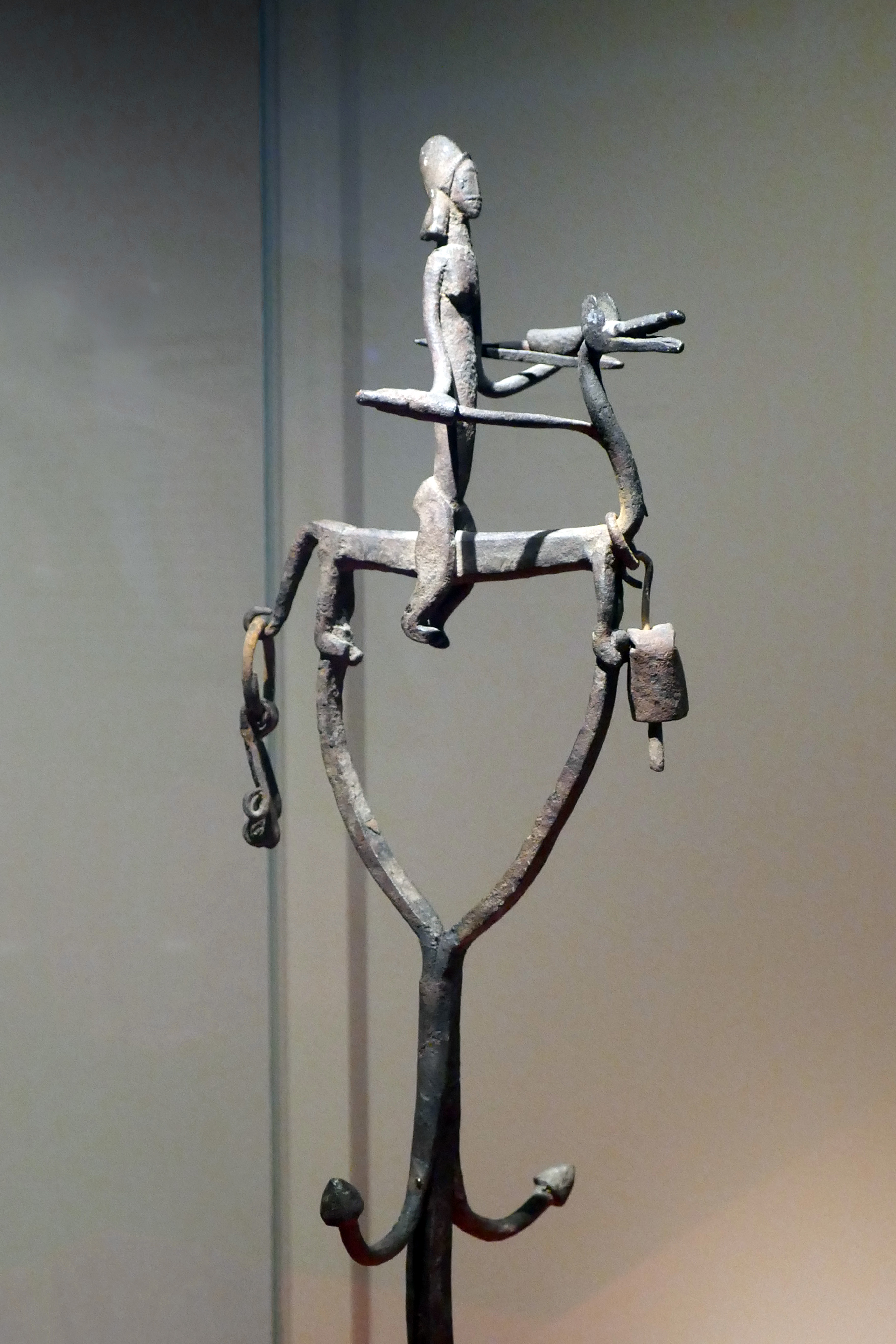
Bâton avec figures équestres (détail[14]).
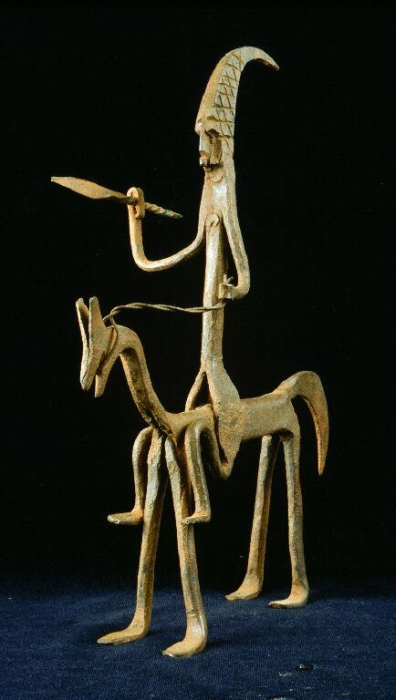
Figurine équestre[15].
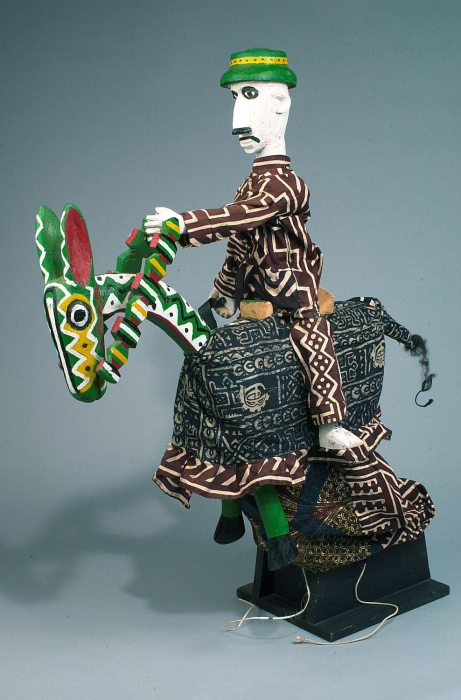
Marionnette contemporaine[15].

Les chevaux des Kôrêdugaw, sculptés en bois pour des adultes, symbolisent des sages qui peuvent se moquer de tout.
Le cheval est cité dans les contes traditionnels Peuls du Mali. L'un de ces contes, Bourayma Âli Kôla Almâmi Ngor, parle d'« un cheval qui crotte de l'or ». La tradition orale Dogon veut que le cheval ait originellement parlé comme un être humain, ce qui lui valait un grand respect. L'un des contes Bambara, celui de Borowal le cheval sacré, raconte comment Mansika, le massaké du royaume Bambara, a perdu son royaume pour un cheval de combat détenu par un Peul sur le marché de Tombouctou. D'après le conteur et écrivain Peul Amadou Hampâté Bâ, il était d'usage de soigner un cheval souffrant de coliques en demandant à une femme de l'enjamber, mais celles qui n'avaient pas été fidèles à leur mari l'évitaient, car une mort violente leur était promise.
En langue scoioy[pas clair] de Tombouctou, « cheval » se dit « bari ».